# Anchusa
Ancusa, Anchusa, és un gènere de plantes amb flors dins la família Boraginaceae. Inclou unes 40 espècies.
Són plantes natives d'Europa, Nord d'Àfrica, Sud d'Àfrica i Àsia occidental.
Als Paisos Catalans són plantes natives d'aquest gènere:Anchusa undulata, A. italica i A.arvensis.
Són plantes anuals, biennals i perennes. Generalment són herbàcies i amb pilositat. Les flors són simètriques radialment i tenen interès apícola.
Les rels d'Anchusa (com les dels gèneres Alkanna i Lithospermum) contenen ancusina una matèria colorant de color vermell-marronós.

## Taxonomia
Hi ha 4 subgèneres: Buglossum, Buglossoides, Buglossellum i Anchusa.
Els dos primers formen un subclade, els altres dos un subclade cadascun.
Els següents gèneres són sinònims per Anchusa : Buglossum Mill., Hormuzakia Gusul, Lycopsis L. i Phyllocara Gusul.. El gènere Anchusella Bigazzi et al. de vegades s'inclou dins Anchusa.
- Anchusa aegyptiaca (L.) A. DC.
- Anchusa aggregata Lehm.
- Anchusa arvensis (L.) M.Bieb.. : agafallosos, ancusa arvense
- Anchusa atlantica Ball
- Anchusa aucheri A. DC.
- Anchusa azurea P.Mill.: buglossa, boleng, bolenga borda, borratja borda, llengua bovina, llengua de vaca
- Anchusa barrelieri (All.) Vitman
- Anchusa caespitosa Lam.
- Anchusa calcarea Boiss.
- Anchusa capellii Moris
- Anchusa capensis Thunb.
- Anchusa cretica Miller
- Anchusa crispa Viv.)
- Anchusa davidovii Stoj.
- Anchusa formosa sp. nov. : (Sardenya)
- Anchusa gmelinii Ledeb.
- Anchusa hispida Forsskål
- Anchusa hybrida Ten.
- Anchusa italica Retz.
- Anchusa leptophylla Roemer & Schultes
- Anchusa leucantha sp. nov. (Grècia)
- Anchusa littorea Moris
- Anchusa macedonica Degen & Dörfler
- Anchusa mairei Gusuleac
- Anchusa milleri Sprengel
- Anchusa ochroleuca M.Bieb.
- Anchusa officinalis L. : buglossa (espècie tipus)
  - A. officinalis L. ssp. intacta (Griseb.) Selvi & Bigazz
- Anchusa ovata Lehm.
- Anchusa procera Besser
- Anchusa pseudogranatensis (Br.-Bl. & Maire) Sennen & Mauricio
- Anchusa puechii Valdés
- Anchusa pusilla Gusuleac
- Anchusa samothracica
- Anchusa sartorii Gusuleac
- Anchusa sempervirens :
- Anchusa spruneri Boiss.
- Anchusa strigosa
- Anchusa stylosa M.Bieb.
  - A. stylosa M.Bieb. ssp. spruneri (Boiss.) Selvi & Bigazzi
- Anchusa subglabra A. Caballero
- Anchusa thessala
- Anchusa tiberiadis Post
- Anchusa undulata L.
  - A. undulata subsp. granatensis (Boiss.) Valdés
  - A. undulata subsp. lamprocarpa Br.-Bl. & Maire
  - A. undulata subsp. viciosoi Laínz
  - A. undulata ssp. sartorii (Gu ul.) Selvi & Bigazzi
- Anchusa variegata (L.) Lehm.
- Anchusa velenovskii (Gusuleac) Stoj.